# Liste der denkmalgeschützten Objekte in Wolkersdorf im Weinviertel
Die Liste der denkmalgeschützten Objekte in Wolkersdorf im Weinviertel enthält die 26 denkmalgeschützten, unbeweglichen Objekte der niederösterreichischen Stadtgemeinde Wolkersdorf im Weinviertel im Bezirk Mistelbach.

## Denkmäler
| Foto |                 | Denkmal                                                                                 | Standort                                      | Beschreibung | Metadaten |
| ---- | --------------- | --------------------------------------------------------------------------------------- | --------------------------------------------- | --- | --- |
| ja   | Datei hochladen | Kath. Pfarrkirche hl. Johannes Nepomuk HERIS-ID: 21836 Objekt-ID: 18160                 | neben Hauptstraße 81 Standort KG: Münichsthal | Die schlichte barocke Kirche wurde 1737 erbaut und 1907 Richtung Südwesten erweitert. | BDA-Hist.: Q19298481 Status: § 2a Stand der BDA-Liste: 2025-06-30 Name: Kath. Pfarrkirche hl. Johannes Nepomuk GstNr.: .101 Kirche Münichsthal, Gemeinde Wolkersdorf im Weinviertel |
| ja   | Datei hochladen | Lichtsäule HERIS-ID: 21835 Objekt-ID: 18159                                             | vor Hauptstraße 1 Standort KG: Obersdorf      | Die spätgotische Lichtsäule wurde Anfang des 16. Jahrhunderts errichtet. | BDA-Hist.: Q37865170 Status: § 2a Stand der BDA-Liste: 2025-06-30 Name: Lichtsäule GstNr.: 2252/13 Lichtsäule Obersdorf                                                             |
| ja   | Datei hochladen | Pfarrhof HERIS-ID: 25430 Objekt-ID: 21857                                               | Hauptstraße 46 Standort KG: Obersdorf         | Der Pfarrhof wurde von 1910 bis 1912 nach Plänen des Architekten Hubert Gangl erbaut. | BDA-Hist.: Q37893712 Status: § 2a Stand der BDA-Liste: 2025-06-30 Name: Pfarrhof GstNr.: .105 Pfarrhof Obersdorf                                                                    |
| ja   | Datei hochladen | Kath. Pfarrkirche hl. Antonius von Padua HERIS-ID: 12545 Objekt-ID: 8687                | Hauptstraße 52 Standort KG: Obersdorf         | Die Pfarrkirche geht auf eine 1703 und 1724 erbaute Kapelle zurück, die nach Bränden 1858 und 1864 wiedererrichtet wurde. Der Architekt Hubert Gangl entwarf die von 1910 bis 1912 durchgeführte Erweiterung Richtung Norden und die Anbauten am Langhaus. Das Bild am Hochaltar stammt aus dem Jahr 1864. | BDA-Hist.: Q19298484 Status: § 2a Stand der BDA-Liste: 2025-06-30 Name: Kath. Pfarrkirche hl. Antonius von Padua GstNr.: .100/1 Pfarrkirche Obersdorf                               |
| ja   | Datei hochladen | Kruzifix/Kreuz HERIS-ID: 25429 Objekt-ID: 21856                                         | vor Hauptstraße 79 Standort KG: Obersdorf     | | BDA-Hist.: Q37893693 Status: § 2a Stand der BDA-Liste: 2025-06-30 Name: Kruzifix/Kreuz GstNr.: 2252/1 Kruzifix Obersdorf (Wolkersdorf)                                              |
| ja   | Datei hochladen | Bildstock HERIS-ID: 30069 Objekt-ID: 26796                                              | vor Hauptstraße 79 Standort KG: Obersdorf     | Der Bildstock stammt aus dem 17. Jahrhundert. | BDA-Hist.: Q37930199 Status: § 2a Stand der BDA-Liste: 2025-06-30 Name: Bildstock GstNr.: 2252/1 Bildstock Obersdorf (Wolkersdorf)                                                  |
| ja   | Datei hochladen | Bildstock HERIS-ID: 25427 Objekt-ID: 21854                                              | Standort KG: Obersdorf                        | | BDA-Hist.: Q37893675 Status: § 2a Stand der BDA-Liste: 2025-06-30 Name: Bildstock GstNr.: 2229                                                                                      |
| ja   | Datei hochladen | Kath. Filialkirche Mariahilf HERIS-ID: 25425 Objekt-ID: 21852                           | gegenüber Hauptstraße 56 Standort KG: Pfösing | Die Kirche wurde in der ersten Hälfte des 19. Jahrhunderts erbaut. | BDA-Hist.: Q37893659 Status: § 2a Stand der BDA-Liste: 2025-06-30 Name: Kath. Filialkirche Mariahilf GstNr.: .35 Saint Mary of Help Church (Pfösing)                                |
| ja   | Datei hochladen | Kath. Filialkirche hl. Franz Xaver HERIS-ID: 25424 Objekt-ID: 21851                     | neben Kirchengasse 17 Standort KG: Riedenthal | Die schlichte spätbarocke Kirche wurde 1773 erbaut. Das von Franz Barchorner gemalte Altarblatt stammt aus dem Jahr 1822. | BDA-Hist.: Q37893644 Status: § 2a Stand der BDA-Liste: 2025-06-30 Name: Kath. Filialkirche hl. Franz Xaver GstNr.: .62 Kirche Riedenthal, Gemeinde Wolkersdorf im Weinviertel       |
| ja   | Datei hochladen | Rathaus/Gemeindeamt HERIS-ID: 4734 Objekt-ID: 590                                       | Hauptstraße 28 Standort KG: Wolkersdorf       | Das zweigeschoßige Rathaus wurde 1803 erbaut. Restaurierungen erfolgten 1969 und 1973. | BDA-Hist.: Q38050891 Status: § 2a Stand der BDA-Liste: 2025-06-30 Name: Rathaus/Gemeindeamt GstNr.: .233 Rathaus Wolkersdorf                                                        |
| ja   | Datei hochladen | Haus Schöner Hausrat HERIS-ID: 25420 Objekt-ID: 21847                                   | Hauptstraße 35 Standort KG: Wolkersdorf       | Das Bürgerhaus wurde Ende des 16. Jahrhunderts oder im 17. Jahrhundert erbaut. Die Fassadengestaltung ist jüngeren Datums. | BDA-Hist.: Q37893547 Status: Bescheid Stand der BDA-Liste: 2025-06-30 Name: Haus Schöner Hausrat GstNr.: 3403                                                                       |
| ja   | Datei hochladen | Bürgerhaus HERIS-ID: 21486 Objekt-ID: 17806                                             | Hauptstraße 43 Standort KG: Wolkersdorf       | Das Bürgerhaus wurde Ende des 16. Jahrhunderts oder im 17. Jahrhundert erbaut. Die Fassadengestaltung ist jüngeren Datums. | BDA-Hist.: Q37862879 Status: § 2a Stand der BDA-Liste: 2025-06-30 Name: Bürgerhaus GstNr.: .254                                                                                     |
| ja   | Datei hochladen | Kapelle Maria Lourdes HERIS-ID: 21482 Objekt-ID: 17802                                  | Johannesgasse 20a Standort KG: Wolkersdorf    | Die neugotisch-neuromanische Kapelle wurde 1890 geweiht. Die beiden gotischen Säulen am Rundbogentor stammen von der 1889 abgebrochenen Barbarakapelle des Schlosses Wolkersdorf. 1909 erfolgte eine Erweiterung der Kapelle nach Plänen des Architekten Hans Schneider. 1970 eine weitere Richtung Norden. Die Glasmalereien in der Kapelle wurden Anfang des 20. Jahrhunderts geschaffen. | BDA-Hist.: Q37862839 Status: § 2a Stand der BDA-Liste: 2025-06-30 Name: Kapelle Maria Lourdes GstNr.: 2347/4 Lourdes-Kapelle in Wolkersdorf im Weinviertel                          |
| ja   | Datei hochladen | Pest-/Dreifaltigkeitssäule HERIS-ID: 21477 Objekt-ID: 17797                             | Kirchenplatz Standort KG: Wolkersdorf         | Die barocke Dreifaltigkeitssäule wurde laut Chronogramm 1714 errichtet. | BDA-Hist.: Q37862775 Status: § 2a Stand der BDA-Liste: 2025-06-30 Name: Pest-/Dreifaltigkeitssäule GstNr.: 2487/1 Dreifaltigkeitssäule Kirchenplatz, Wolkersdorf im Weinviertel     |
| ja   | Datei hochladen | Kath. Pfarrkirche hl. Margaretha HERIS-ID: 25422 Objekt-ID: 21849                       | Kirchenplatz Standort KG: Wolkersdorf         | Die barocke Saalkirche weist einen gotischen Chor auf, der vor 1350 erbaut wurde. Das Langhaus wurde 1727 erneuert. 1754 wurden der Turm und barocke Zubauten am Chor errichtet. Der barocke Hochaltar stammt aus dem Jahr 1768. Eine Restaurierung der Kirche erfolgte 1968. | BDA-Hist.: Q37893587 Status: § 2a Stand der BDA-Liste: 2025-06-30 Name: Kath. Pfarrkirche hl. Margaretha GstNr.: .294 Saint Margaret Church (Wolkersdorf im Weinviertel)            |
| ja   | Datei hochladen | Stiegenaufgang mit Heiligenfiguren HERIS-ID: 25421 Objekt-ID: 21848                     | Kirchenplatz Standort KG: Wolkersdorf         | Die sechs barocken, mit der Jahreszahl 1727 bezeichneten Steinfiguren am Stiegenaufgang zur Pfarrkirche stellen die Heiligen Josef, Maria Immaculata, Leopold, Karl Borromäus, Johannes Nepomuk und Florian dar. Siehe auch Pfarrkirche Wolkersdorf im Weinviertel | BDA-Hist.: Q37893566 Status: § 2a Stand der BDA-Liste: 2025-06-30 Name: Stiegenaufgang mit Heiligenfiguren GstNr.: 2486 Saint Margaret Church (Wolkersdorf im Weinviertel)          |
| ja   | Datei hochladen | Pfarrhof HERIS-ID: 25423 Objekt-ID: 21850                                               | Kirchenplatz 1 Standort KG: Wolkersdorf       | Der Pfarrhof mit klassizistischer Fassade wurde 1797 erbaut. | BDA-Hist.: Q37893625 Status: § 2a Stand der BDA-Liste: 2025-06-30 Name: Pfarrhof GstNr.: .251/1                                                                                     |
| ja   | Datei hochladen | Baschhaus, Standesamt HERIS-ID: 50883 Objekt-ID: 56345                                  | Kirchenplatz 9 Standort KG: Wolkersdorf       | Das neobarocke Eckhaus wurde Ende des 19. Jahrhunderts erbaut. | BDA-Hist.: Q38042544 Status: § 2a Stand der BDA-Liste: 2025-06-30 Name: Baschhaus, Standesamt GstNr.: .420                                                                          |
| ja   | Datei hochladen | Schloss Wolkersdorf HERIS-ID: 12542 Objekt-ID: 8684                                     | Schlossplatz 2 Standort KG: Wolkersdorf       | Die mittelalterliche Burg wurde 1187 erstmals urkundlich erwähnt. Von der Kernanlage aus der ersten Hälfte des 13. Jahrhunderts sind Außenmauern und Turmuntergeschoße erhalten. Im 14., 15. und 16. Jahrhundert erfolgten mehrere Umbauten. 1706 ließ Kaiser Karl VI. die Vierflügelanlage zum Jagdschloss umgestalten. 1956 erfolgte eine Restaurierung, von da bis zu seiner Auflösung 2002 war das Bezirksgericht im Schloss untergebracht. Bei einer 2014 erfolgten Restaurierung wurden Reste einer Bastionsmauer aus dem 16. Jahrhundert freigelegt. | BDA-Hist.: Q38132887 Status: § 2a Stand der BDA-Liste: 2025-06-30 Name: Schloss Wolkersdorf GstNr.: 2495/6, .1, 20, 19 Schloss Wolkersdorf                                          |
| ja   | Datei hochladen | Persönlichkeitsdenkmal Friedrich v. Schiller HERIS-ID: 21478 Objekt-ID: 17798           | Schlosspark Standort KG: Wolkersdorf          | Das Denkmal für Friedrich Schiller wurde laut Inschrift 1926 vom Bildhauer Franz Zelezny geschaffen. | BDA-Hist.: Q37862790 Status: § 2a Stand der BDA-Liste: 2025-06-30 Name: Persönlichkeitsdenkmal Friedrich v. Schiller GstNr.: 16                                                     |
| ja   | Datei hochladen | Persönlichkeitsdenkmal, Büste Kaiser Franz Joseph I. HERIS-ID: 12544 Objekt-ID: 8686    | Schlosspark Standort KG: Wolkersdorf          | Die Büste, die an das 60-jährige Regierungsjubiläum Kaiser Franz Josefs I. erinnert, wurde laut Inschrift 1908 vom Bildhauer Franz Zelezny geschaffen. | BDA-Hist.: Q38133008 Status: § 2a Stand der BDA-Liste: 2025-06-30 Name: Persönlichkeitsdenkmal, Büste Kaiser Franz Joseph I. GstNr.: 17 Monument to Franz Josef I. in Wolkersdorf   |
| ja   | Datei hochladen | Anzengruberstüberl des ehem. Gasthauses Anzengruberhof HERIS-ID: 27529 Objekt-ID: 24056 | Wienerstraße 15 Standort KG: Wolkersdorf      | Das nach dem Schriftsteller Ludwig Anzengruber benannte Anzengruberstüberl ist der letzte bestehende Teil eines 1783 errichteten Gasthauses, das einem 2009 erbauten Wohnhaus wich. | BDA-Hist.: Q37911912 Status: Bescheid Stand der BDA-Liste: 2025-06-30 Name: Anzengruberstüberl des ehem. Gasthauses Anzengruberhof GstNr.: .212/1                                   |
| ja   | Datei hochladen | Rochuskapelle HERIS-ID: 21480 Objekt-ID: 17800                                          | Standort KG: Wolkersdorf                      | Die barocke, in der zweiten Hälfte des 17. Jahrhunderts erbaute Kapelle wurde Ende des 20. Jahrhunderts vom Künstler Hermann Bauch restauriert und mit neuen Malereien ausgestattet. | BDA-Hist.: Q37862828 Status: § 2a Stand der BDA-Liste: 2025-06-30 Name: Rochuskapelle GstNr.: 1198/11                                                                               |
| ja   | Datei hochladen | Figurenbildstock hl. Johannes Nepomuk HERIS-ID: 21483 Objekt-ID: 17803                  | Standort KG: Wolkersdorf                      | Die barocke Steinfigur an der Brücke über den Rußbach stammt aus dem zweiten Viertel des 18. Jahrhunderts. | BDA-Hist.: Q37862864 Status: § 2a Stand der BDA-Liste: 2025-06-30 Name: Figurenbildstock hl. Johannes Nepomuk GstNr.: 2755/1                                                        |
| ja   | Datei hochladen | Mariensäule Pietá HERIS-ID: 21484 Objekt-ID: 17804                                      | Standort KG: Wolkersdorf                      | Die Pietà-Figurengruppe befindet sich auf einem mit der Jahreszahl 1675 bezeichneten Pfeiler. | BDA-Hist.: Q37862871 Status: § 2a Stand der BDA-Liste: 2025-06-30 Name: Mariensäule Pietá GstNr.: 2509                                                                              |
| ja   | Datei hochladen | Kriegerdenkmal HERIS-ID: 85180 Objekt-ID: 99369                                         | Standort KG: Wolkersdorf                      | Die überlebensgroße Figur Sterbender Krieger am Kriegerdenkmal stammt aus den 1950er Jahren. | BDA-Hist.: Q38184772 Status: § 2a Stand der BDA-Liste: 2025-06-30 Name: Kriegerdenkmal GstNr.: 2487/1                                                                               |